# Szerelem, vak vagy
A Szerelem, vak vagy (eredeti cím: Love at First Sight) 1977-ben bemutatott kanadai romantikus filmvígjáték, melynek forgatókönyvírója és rendezője Rex Bromfield. A főszerepben Dan Aykroyd, Mary Ann McDonald és George Murray látható. Ez volt Aykroyd első filmszerepe.
A filmet a kanadai mozikban 1977. június 17-én mutatták be. Magyarországon DVD-n jelent meg szinkronizálva.

## Cselekmény
Roy porcelánbolti eladó. Egy baleset következtében megvakult, miután napfogyatkozáskor óvatlanul a Napba nézett, és azóta sem kapta vissza a szeme világát. Roy nem esett kétségbe, hosszabb-rövidebb ideig dolgozott fodrászként, fényképészként és sofőrként is.
Shirley, aki keresi élete párját, porcelánvásárlás közben megismerkedik Royjal. Annyira felkelti a férfi érdeklődését, hogy azt cserben hagyja tájékozódási képessége, és nekimegy egy polcnak, így a kiállított tárgyak leesnek és összetörnek. A károkozás miatt Roy megint munka nélkül marad, de úgy tűnik, közben megtalálta élete szerelmét. Shirley irányításmániás és kellemetlenkedő apja, Frank ugyanakkor ellenzi a kapcsolatukat.
A szerelmesek a Niagara-vízeséshez indulnak, hogy ott közös éttermet nyissanak. Shirley elhatározza, útközben megpróbálja szavakkal leírni Roy számára a gyönyörű tájat. Számos váratlan akadályba ütköznek: rendőrök állítják meg az autójukat, miközben Roy vezet, később ellopják a kocsijukat, és kiderül: minden fényképen, amit Roy készített, csak lábak látszanak.

## Szereplők
| Szerep              | Színész           | Magyar hang   |
| ------------------- | ----------------- | ------------- |
| Roy                 | Dan Aykroyd       | Csankó Zoltán |
| Shirley             | Mary Ann McDonald | Györgyi Anna  |
| Nagyi               | Jane Mallett      | Feleki Sári   |
| Frank, Shirley apja | George Murray     | Láng József   |
| William             | Barry Morse       |               |
| Edna                | Mignon Elkins     |               |

## Fordítás
- Ez a szócikk részben vagy egészben  a   Love at First Sight (1977 Canadian film) című angol Wikipédia-szócikk ezen változatának fordításán alapul.  Az eredeti cikk szerkesztőit annak laptörténete sorolja fel. Ez a jelzés csupán a megfogalmazás eredetét és a szerzői jogokat jelzi, nem szolgál a cikkben szereplő információk forrásmegjelöléseként.